# شاتو بورسيون
شاتو بورسيون هي بلدية فرنسية تقع في إقليم الأردين في منطقة غراند إيست.

## جغرافية

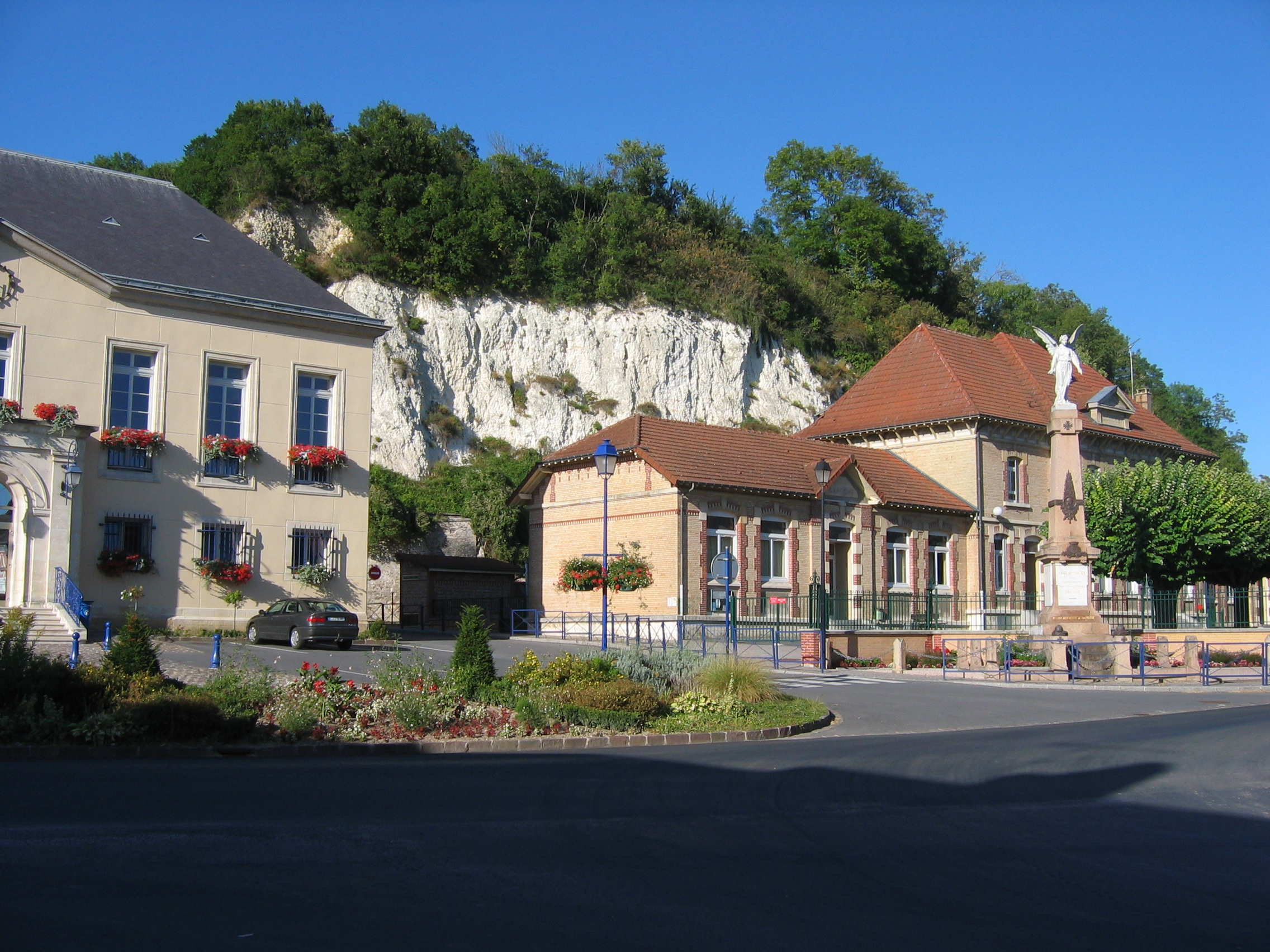
مقر البلدية، والنصب التذكاري للأموات والمدارس.

## التاريخ

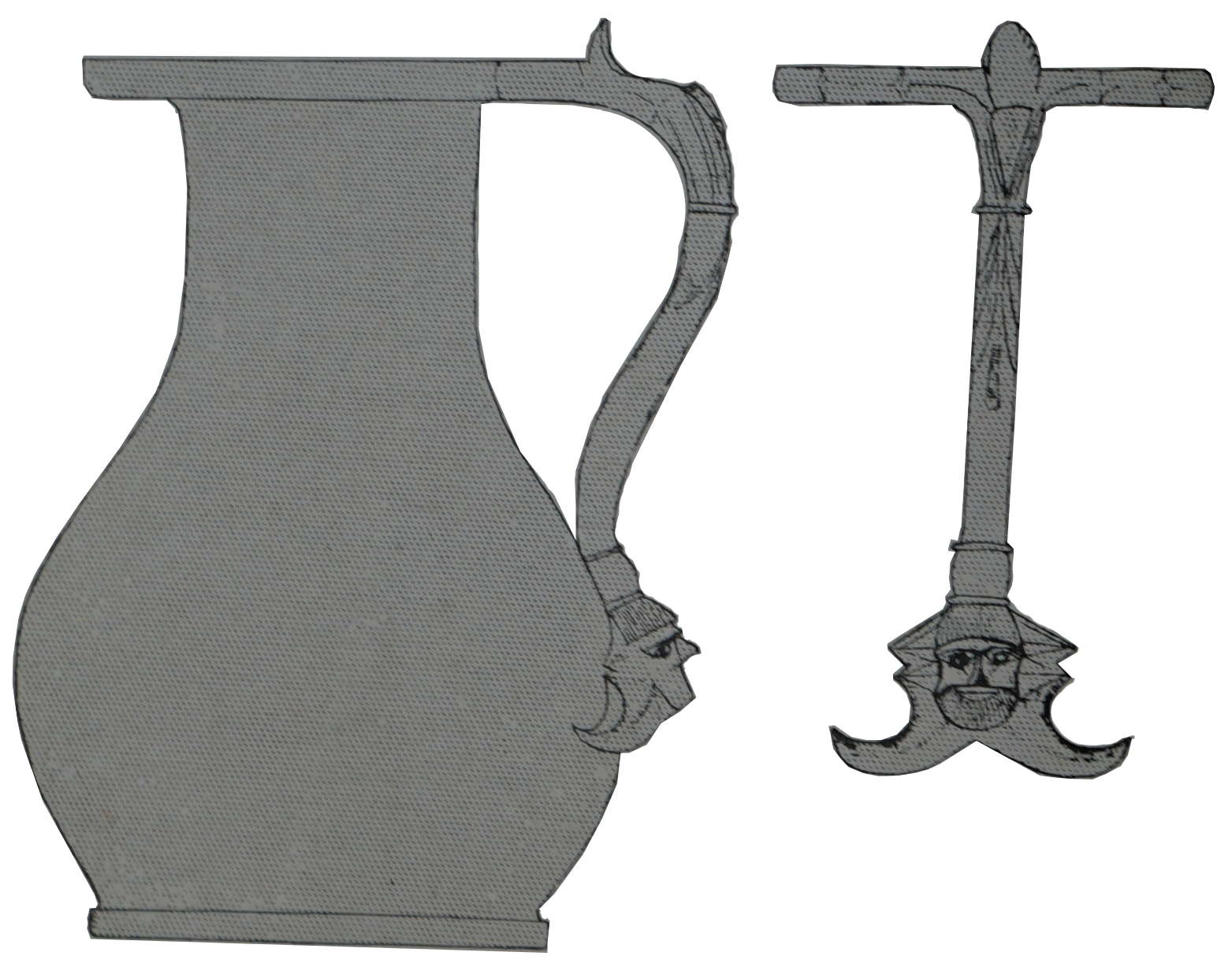
مسح لأنية الخمر اليونلنية.
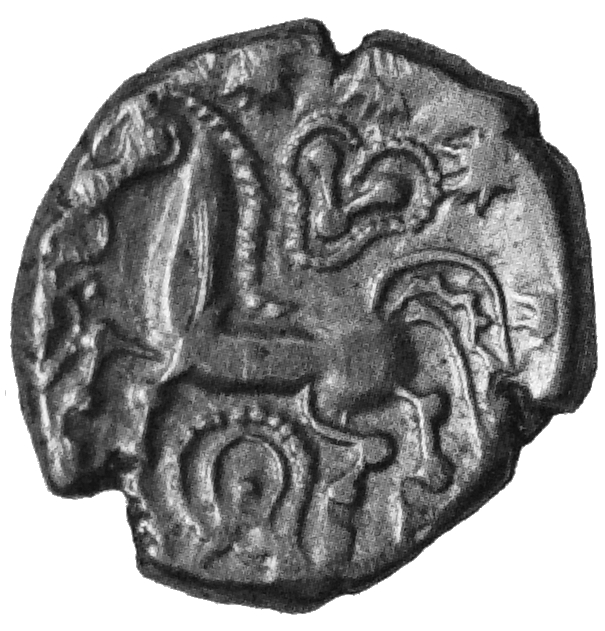
عملة الغاليك، متحف آردن .
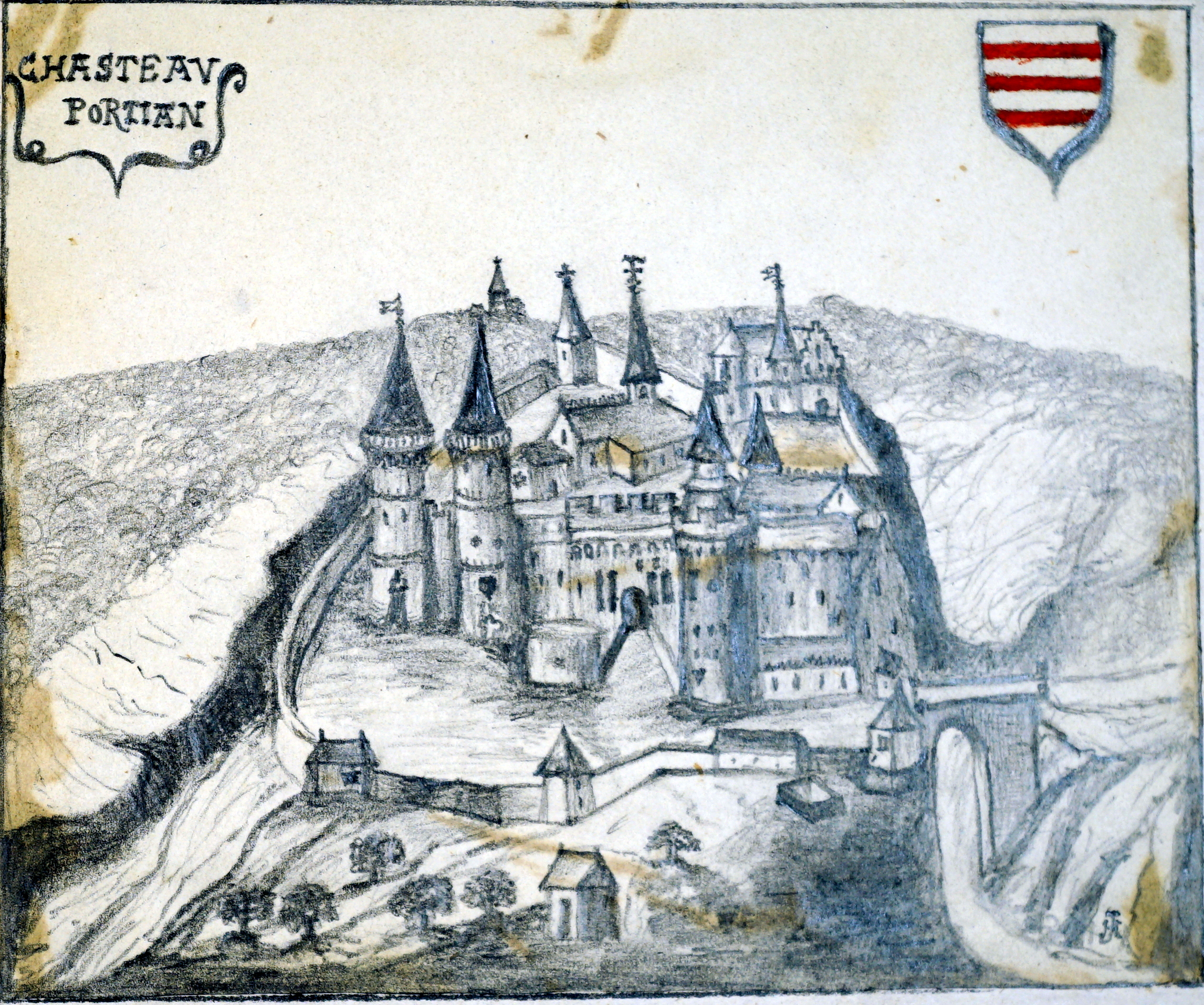
بقلم كريستوف تاسين حوالي عام 1633، بي إم دي ريمس .
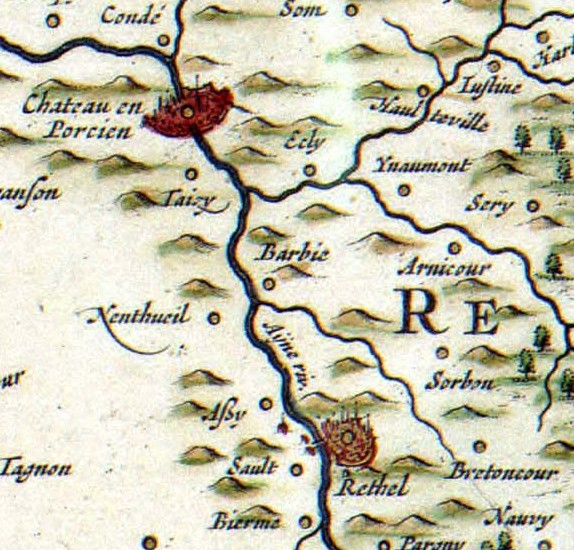
شاتو بورسيون في عام 1635.

## الأماكن والمعالم الأثرية
- كنيسة سان دو ثيبو شاتو بورسيون، المصنفة والمدرجة في قائمة الآثار التاريخية في عامي 1971 و 1984.[8]
- منزل قوي من Wignacourt

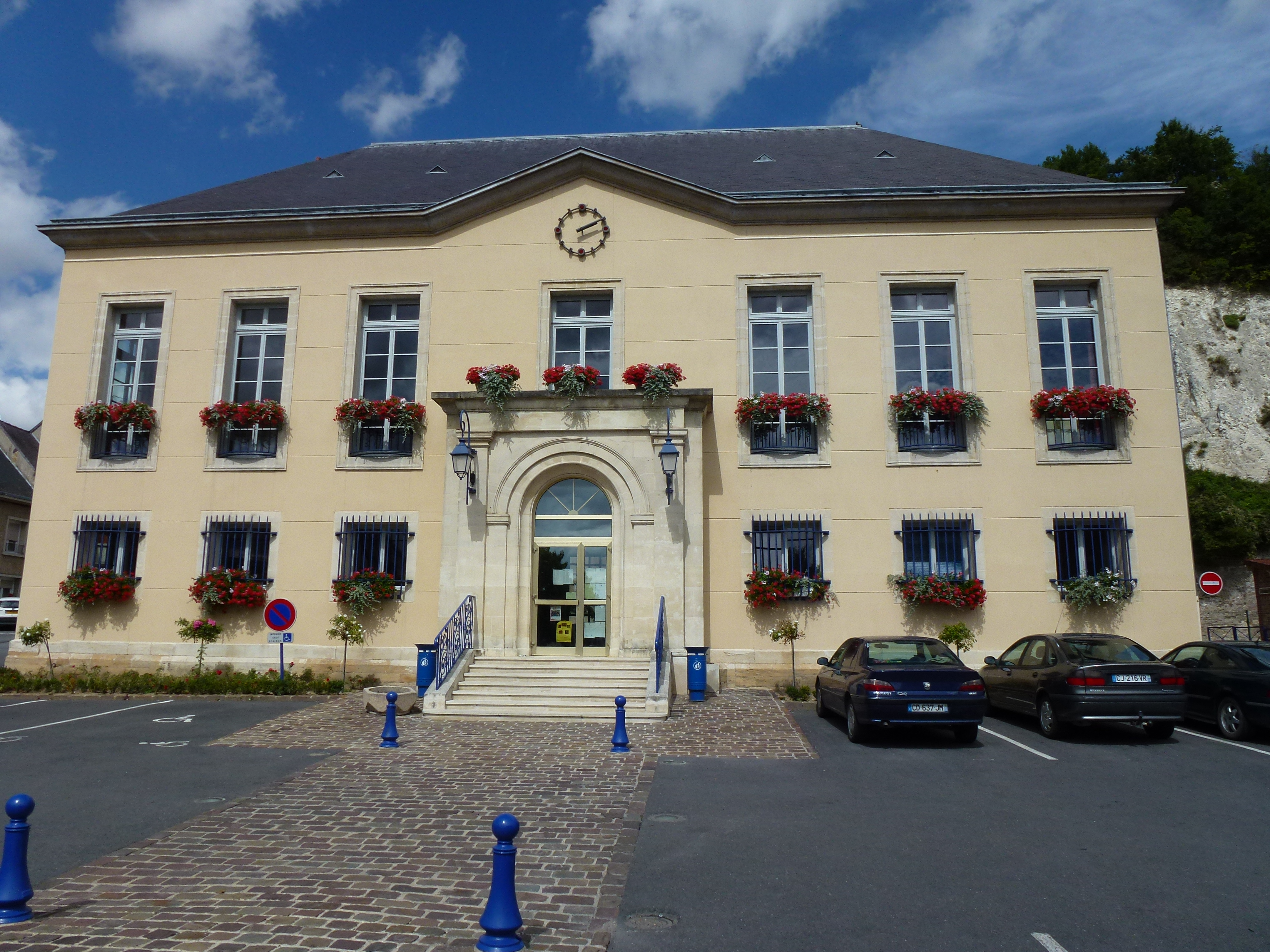
قاعة المدينة.
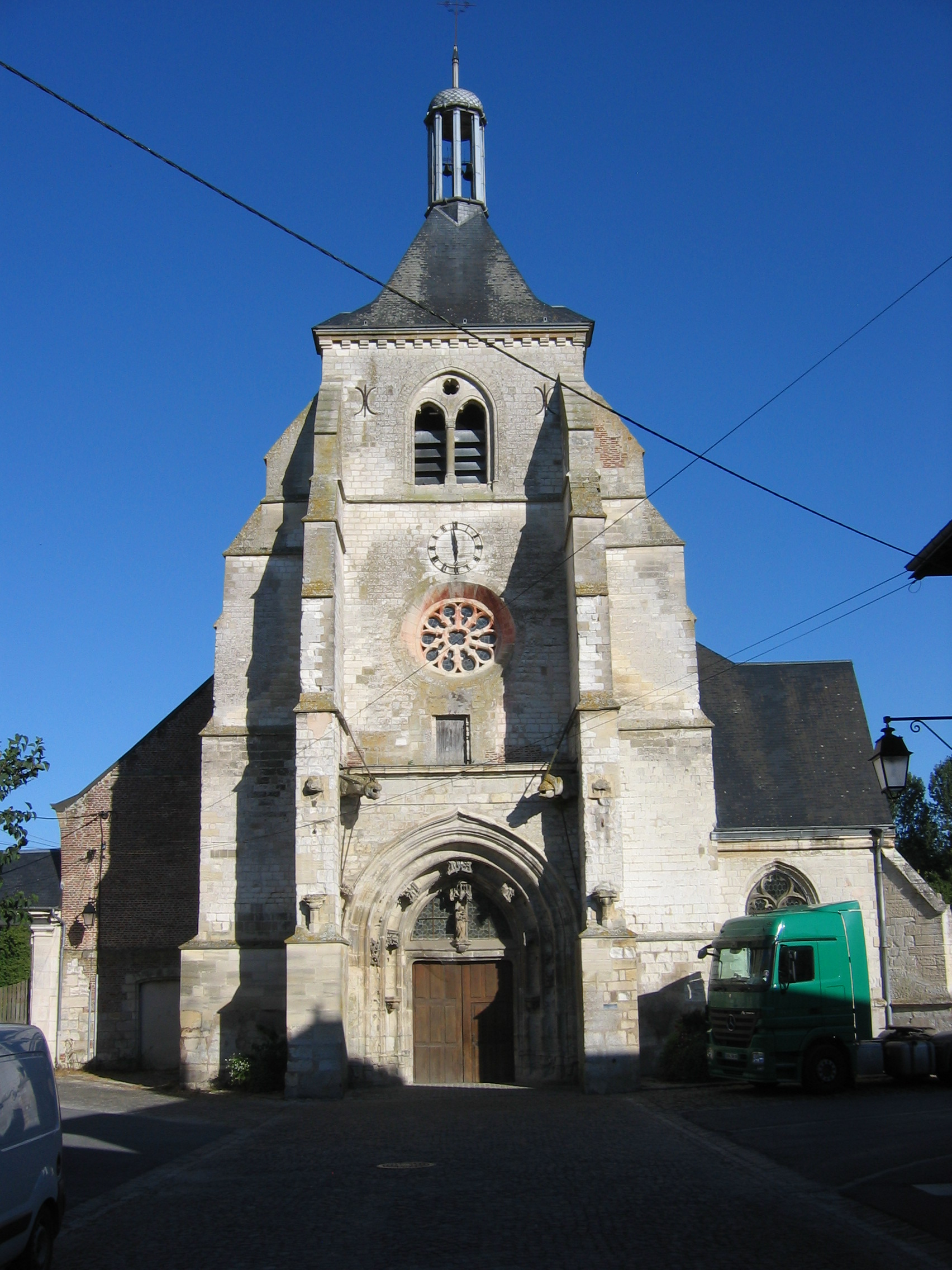
واجهة كنيسة القديس تيبو.
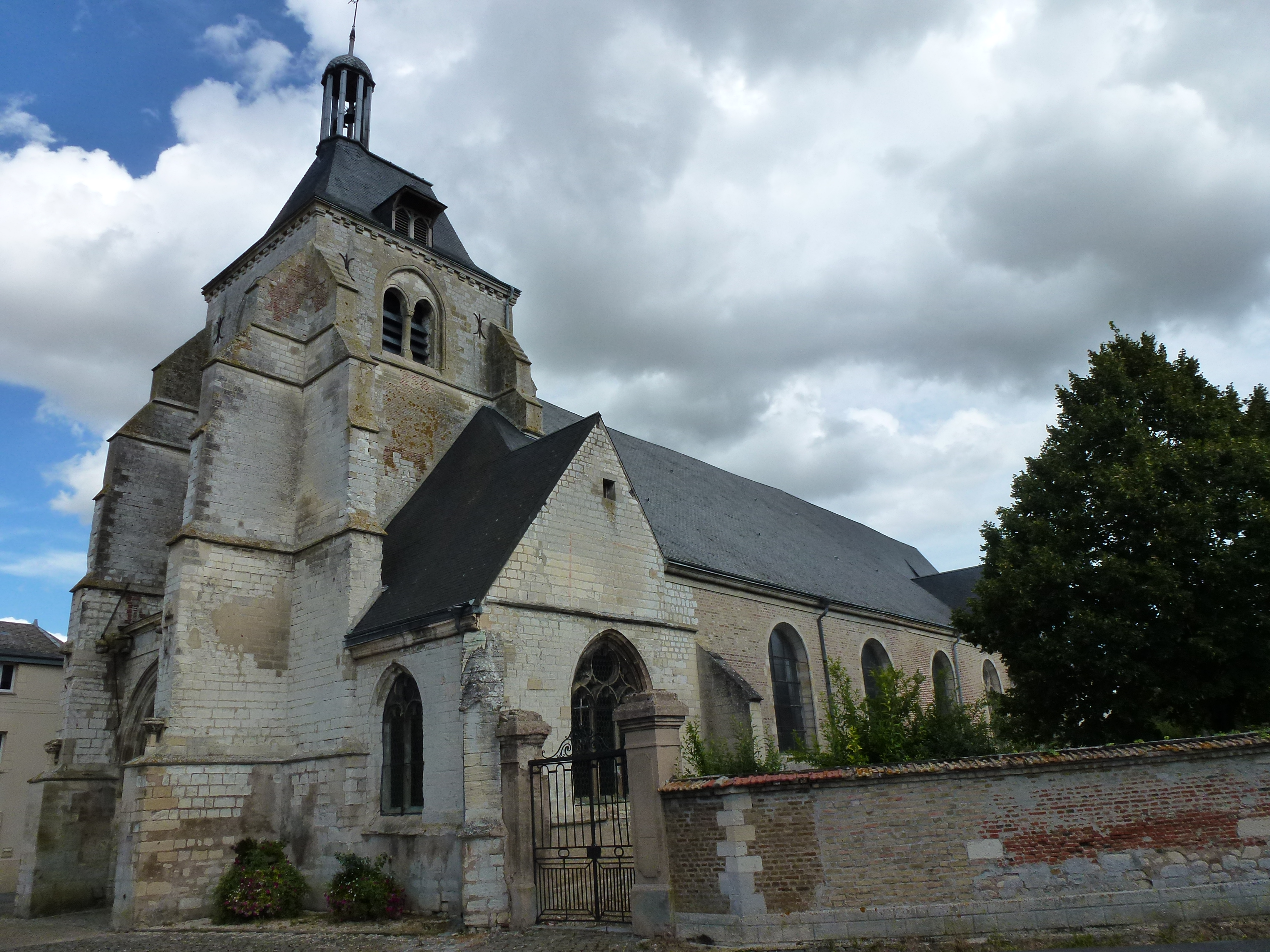
كنيسة القديس تيبولت، منظر جانبي.
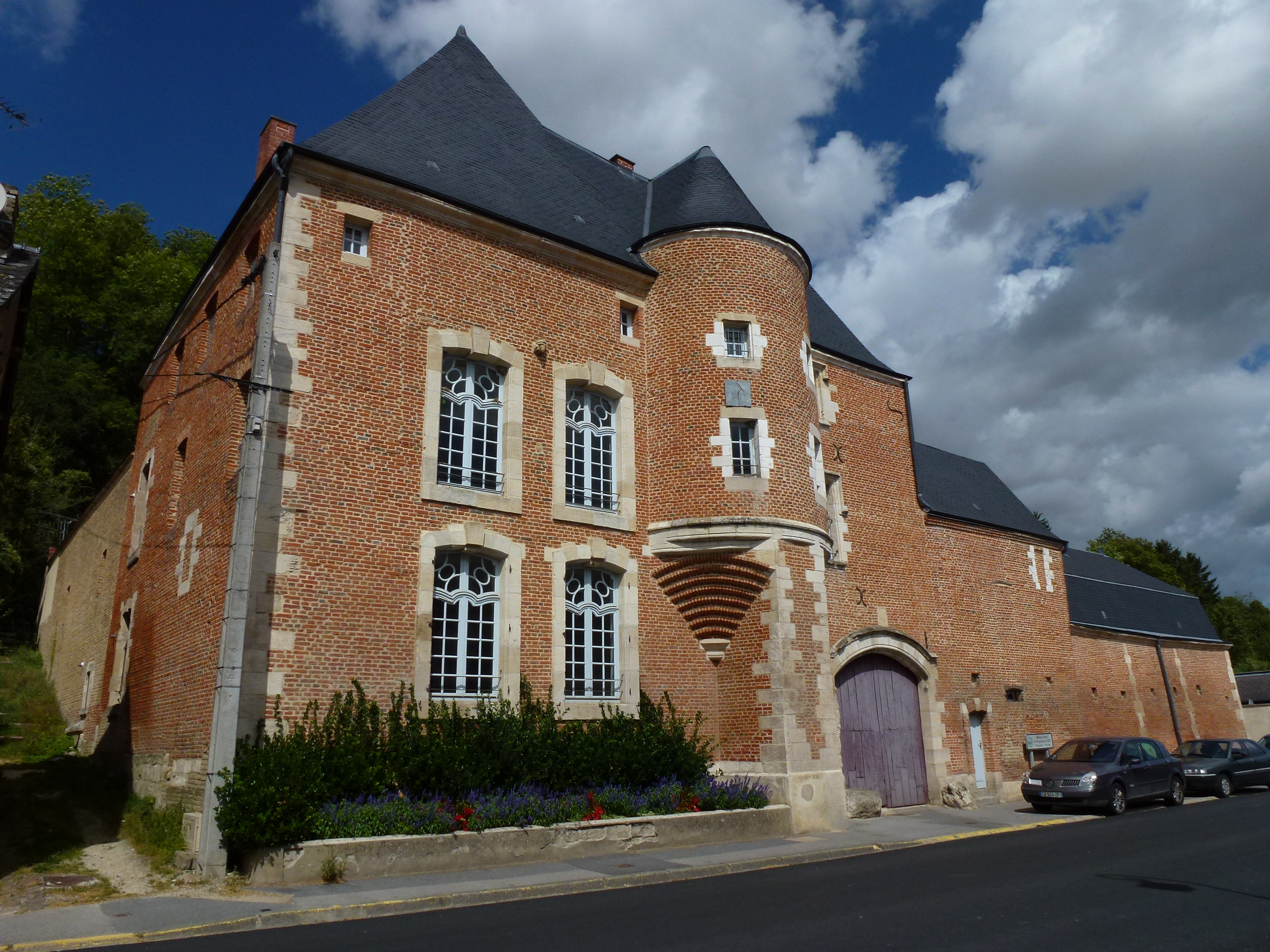
معقل Wignacourt.

## شخصيات مرتبطة بالبلدية
- أنسيلمي الثاني من Ostrevent
- غي دو شاتو بورسيون توفي عام 1250، أسقف سواسون.
- Gaucher V de Châtillon، كونت بورسيان وكونستابل من شمباني، ثم كونستابل فرنسا.
- تشارلز الثالث دي كروتش، كونت بورسين وأمير شيماي .
- جان تاتي، بورجوازي وعضو مجلس محلي في شاتو بورسيون في القرن الثامن عشر، مؤرخ. تاريخ جان تاتي : حصار شاتو بورسيون في عامي 1652 و 1653 .
- جول جريسون، عازف أرغن ومؤلف موسيقي، ولد في شاتو بورسيان عام 1842.
- الأمير ألبير الثاني ملك موناكو يدعي لقب أمير شاتو بورسين، لقب عائلة الكاردينال دي مازارين، الذي انقرض مع مازارين الأخير الذي ينحدر منه موناكو.
- نيكولاس ويلبولت (1686-1763)، رسام ولد وتوفي في شاتو بورسيون. الملقب بـ "Duchastel"، عمل في لايبزيغ وكان عضوًا في أكاديمية درسدن.
- جاك ويلبولت ( 1729-1816 )، رسام ولد وتوفي في شاتو بورسيون، ابن شقيق وتلميذ Nicolas Wibault. يحتفظ متحف ريمس بصورته الذاتية جنبًا إلى جنب مع زوجته، بالإضافة إلى العديد من الصور الموقعة من قبله لعمه نيكولاس ويبولت وآخر لكلود إتيان بيدال، الثاني ماركيز داسفيلد.
- الأب لالوندريل (1742-1823)، كاهن أبرشية شاتو بورسيان، الذي رسمه جاك ويلبولت، محفوظ في متحف ريمس. نشر أمين مكتبة rethélois هنري جادارت في عام 1906 كتيبًا عن سيرته الذاتية.